# Discos L'Aguañaz
Discos L'Aguañaz es un sello discográfico con sede en Avilés, dedicado a la música asturiana de distintos géneros. Forma parte de Ediciones Ámbitu.
L'Aguañaz fue creada en 1993 por Xune Elipe y Fernando Rubio, componentes del grupo Dixebra, junto a Piedad Gutiérrez. El nombre del sello procede de un topónimo de la Sierra del Cuera, situada en el Oriente asturiano.
Tras vencer el contrato que vinculaba a Dixebra con la discográfica FonoAstur, con la que publicaron su primer disco, Xune y Fernando deciden arriesgarse y sacar adelante el proyecto de L'Aguañaz En un principio, los objetivos principales del sello son ayudar a los nuevos grupos de música tradicional asturiana que fueran surgiendo (el lema de la empresa es Los nuevos soníos d'un vieyu país) y al mismo tiempo editar los sucesivos trabajos de Dixebra, en un importante paso hacia la autogestión del grupo.
En sus diez primeros años de vida, L'Aguañaz edita más de una treintena de grabaciones. Además, hasta siete años después de su creación, el sello no solicita subvenciones al Gobierno del Principado, demostrando así que es posible sacar adelante una discográfica con los propios recursos.
En octubre de 2006, se anuncia oficialmente un acuerdo por el cual L'Aguañaz se integra como parte de la editorial Ediciones Ámbitu, formando «la mayor empresa asturianista».
Entre los grupos que han editado discos con L'Aguañaz destacan las bandas de rock en asturiano Dixebra, Avientu y Skama la Rede; y dentro del folk multitud de formaciones como Corquiéu, Skanda, N'Arba, La Cigua, Balandrán o La Coḷḷá Propinde.
Asimismo, algunos de los proyectos más importantes del sello han sido sus recopilaciones de música, entre ellas destacan: L'asturianu muévese en 1997, donde 20 grupos de rock de toda España cantan sus temas en asturiano; o Rock'n'llingua en 2004, donde se da una oportunidad a seis grupos rock noveles que cantan en lengua asturiana. También, desde 2000, la empresa se encarga de la edición del Anuariu de la música asturiana, que recoge todo lo acontecido cada año en torno a la música en idioma asturiano.
Un de los grandes éxitos de la discográfica ha sido la publicación de los discos recopilatorios de grupos folk de asturias  Xeneración Folk, donde han participado distintos artistas para grabar cuatro álbumes.
Por otro lado, L'Aguañaz cuenta con el subsello Goxe Records, dedicado a la publicación de discos de artistas menos relacionados con el folk, como Toli Morilla, Anarquía Positiva o Dark la eMe.
- Datos: Q3030157